# Parque Tecnológico y Logístico de Vigo
El Parque Tecnológico y Logístico de Vigo (PTLV) es un parque tecnológico situado en la parroquia de Valladares, en el municipio de Vigo, en Galicia (España). Está en funcionamiento desde octubre del año 2004 y fue impulsado por el Consorcio de la Zona Franca de Vigo.

## Situación y accesos
El Parque Tecnológico y Logístico de Vigo está situado al sur del municipio de Vigo, muy cercano al Hospital Álvaro Cunqueiro y al Campus Universitario de Lagoas-Marcosende. Al parque, que se encuentra 7,5 kilómetros del centro de Vigo y a 8 kilómetros del puerto, se accede a través del vial de la Universidad, que conecta con el segundo cinturón de la autovía de circunvalación de Vigo (VG-20).

## Transporte público
Mediante la red de autobuses urbanos de Vigo, el parque queda conectado con el resto del municipio a través de las siguientes líneas:
| Línea | Trayecto                                                  | Recorrido                                                      |
| ----- | --------------------------------------------------------- | -------------------------------------------------------------- |
| L8    | Estación de Guixar - Universidad por Avenida de Castrelos | Recorrido Archivado el 30 de enero de 2016 en Wayback Machine. |
| U1    | Lanzadera Plaza de América - Universidad                  | Recorrido                                                      |
| PTL   | Plaza de América - Parque Tecnológico y Logístico         | Recorrido                                                      |

## Empresas

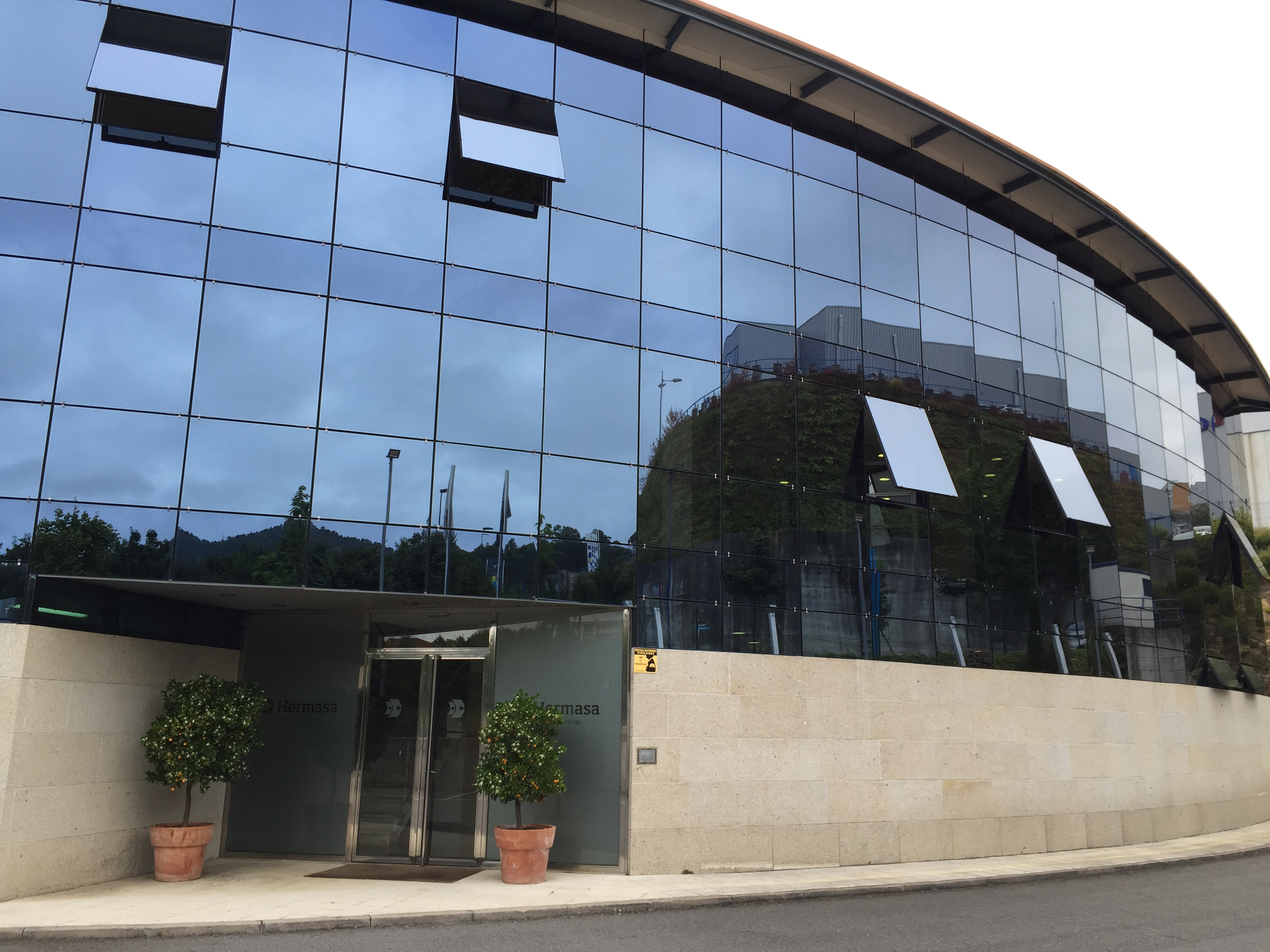
Instalaciones de Hermasa S.A.

El Parque Tecnológico y Logístico de Vigo alberga las siguientes empresas e instituciones:
- Consultoría Abinco Vigo (IGALICIA Consultores S.L.)
- Activa Social, empresa de trabajo temporal S.L.
- Acqua Rosae Fashion S.L.
- AL Air Liquide España S.A.
- Alservi (Grupo Maviva)
- Airvento S.L.
- APM Management Tools S.L.
- Armando Silva S.L.
- Ascensores Enor S.A. (Electromecánica del noroeste)
- Asientos de Galicia S.L. (Faurecia)
- Atlas External Services S.L.
- Transportes Atlas S.L.
- Transportes Autoradio S.A.
- Asysgon S.L.
- Benteler Automotive Vigo S.L.
- Bera 2000 S.L.
- Berete S.L.
- Bestseller Wholesale Spain S.L.U.
- Bimba & Lola S.L.
- Bitmakers S.L.
- Campofrío Food Group, S.A. (Navidul)
- Carlingal
- Carmar Marítime Services (Grupo Pérez & Cía.)
- Caupona Cafetería Restaurante
- Cidistex Amura
- C.I.L. Valencia Gestión de embalajes
- Cintugal S.L.
- Cointega
- Dachser Spain (Transportes Azkar)
- Decuna
- Denso Sistemas Térmicos España
- DHL Express Pontevedra Spain
- DS Smith (Cartón plástico)
- Emwey Sport S.L.
- Do Rego & Novoa
- Ecolur
- Farmanor
- Forox, Innovación Formativa
- Frutas Nieves
- Freshcut S.L.
- Galifresh
- Frigoríficos Valladares
- Galaicontrol
- Galimaco S.L.
- Galipol
- Gaypasa S.L.
- Gea Refrigeración Ibérica
- Gefco España
- Goymar
- GrupaMar Transporte y Logística
- Habemus Tex
- Hain Lifescience Spain S.L.
- Hermasa S.A. (Hermanos Rodríguez Gómez)
- Idearte
- Indominus AS
- Insega Energía
- Industrias Delta Vigo
- ISC Methodology
- Izmar
- Creaciones Joyfa S.L.
- Kaleido Ideas & Logistics
- Kone Elevadores S.A.
- Laboratorios Iberpos S.A.
- Lacera Servicios y Mantenimiento
- Lear Corporation, S.L.U.
- Linea Parami, Belty, Lady Belty
- Lodis
- Marga Novas Chokolat
- Marsan, Transformaciones superficiales
- Milpuntadas
- Inmake Studio
- Neuwalme
- Oficina de Correos
- Optare Solutions
- Patricia Avendaño
- Paz Rodríguez
- Grupo Precisgal
- Prox Consultores
- Refrigera2 Logística Vigo, Integra2
- Red Tyrel
- Rías Baixas Logística
- Rodríguez Rogel Corredores
- Roeirasa
- Rotelpa Oky Coky
- Sagres Partenon
- Satec, Sistemas Avanzados de Tecnología
- Schenker Logistics, S.A.U.
- Selmark, S.L.U.[4]
- Serviguide BPO
- Seytra
- Servytrans
- Grupo SGS Galicia
- Siscom, Informática profesional
- Sivsa, Soluciones Informáticas S.A.
- Spica
- Syntelix
- Solidcam Ibérica S.L.
- Stockages Vigo
- TDN
- Tecnifix
- Teresa Rodríguez
- Tolosa
- Top Modular S.L.
- Transclara, Sociedad Cooperativa de Transportistas
- Trans Temp Control, Logifrio
- Tevas & Co
- Trigo Qualitaire Ibérica
- Universidad de Vigo
- Utilvigo
- Vigotec
- Victransa
- VMS Automotive
- Vitgo Comunicaciones, Solutions 30
- XPO Logistics